# ایستگاه متروی ساوت‌فیلدز
ایستگاه متروی ساوت‌فیلدز (انگلیسی: Southfields tube station) یکی از ایستگاه‌های خط ناحیه متروی لندن است.
این ایستگاه که در ناحیه ساوت‌فیلدز قرار دارد در سال ۱۸۸۹ میلادی تأسیس شده است.